# Chingünjav
Chingünjav (mongol : ᠴᠢᠩᠬᠦᠨᠵᠠᠪ, cyrillique : Чингүнжав) ou Chingün (composé de chin (чин), ferme, inébranlable, veritable, et de gun (гүн), profond), né en 1710 dans l'aïmag de Khövsgöl et décédé en 1757 est un dirigeant des Qotogoïds.

## Biographie
Il naît en 1710 dans l'aïmag de Khövsgöl, d'un père Khoid, qui était zasag. En 1738, il soutient le Zasagt khan.

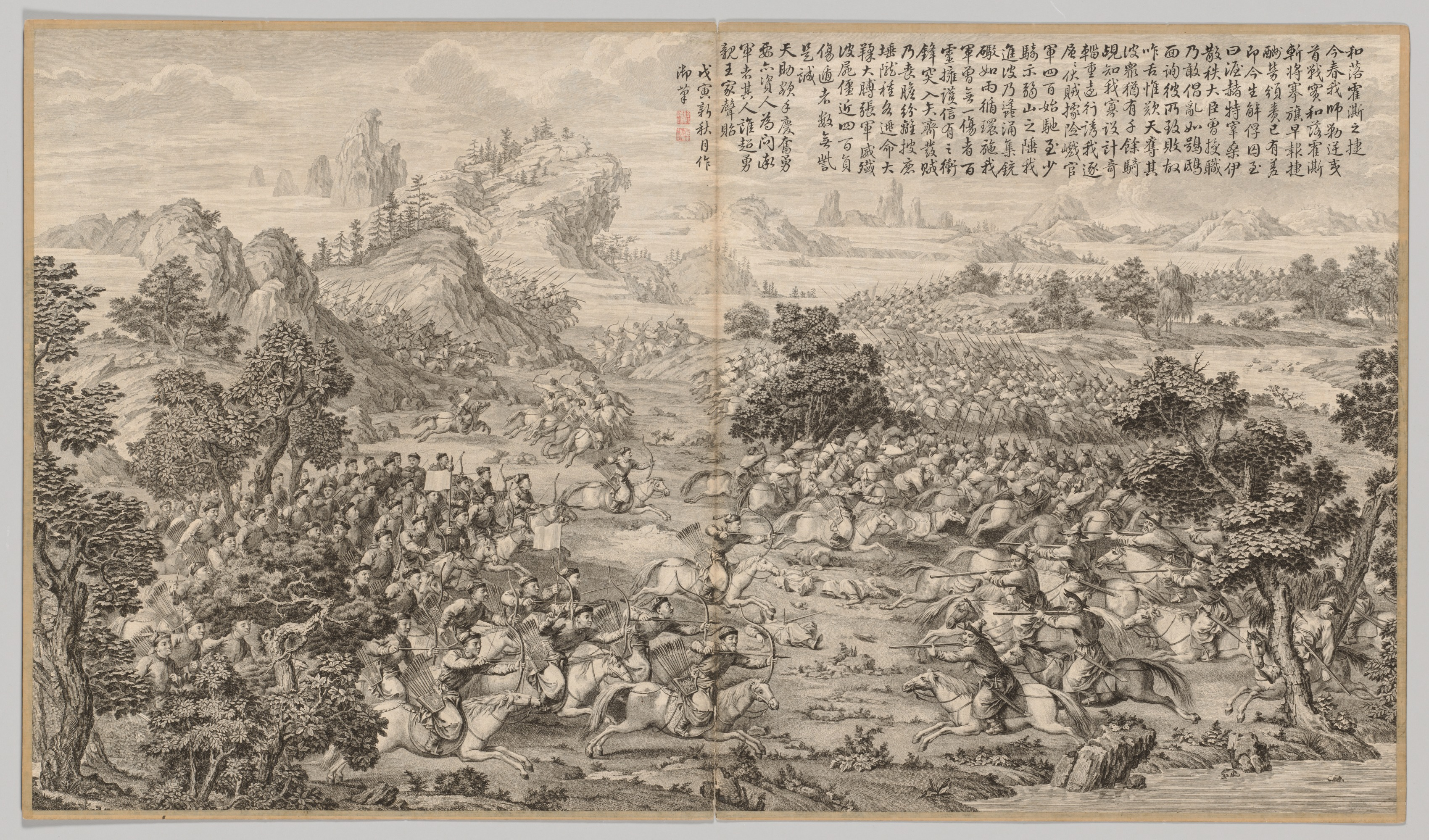
La Victoire de Khorgos de 1758, gravure de 1774 par Jacques-Philippe Le Bas, d'après Jean-Denis Attiret. Musée Guimet.

Il dirige en la bataille contre les Dzoungars où il vainc Amoursana lors d'une bataille à Khorgos.
Chingünjav dirige en 1756, une rébellion en Mongolie extérieure contre les Qing. Il se fait capturer à Wang Tolgoi, à environ 10 km du centre-ville du sum de Khankh, en janvier 1757. Lui et la majorité de sa famille sont emmenés à Pékin pour être exécutés. Les nobles soupçonnés d'avoir sympathisé avec lui subissent le même sort.